# オン・ザ・ロード・アゲイン (ウィリー・ネルソンの曲)
「オン・ザ・ロード・アゲイン」（"On the Road Again"）はアメリカのカントリー・ミュージック歌手、ウィリー・ネルソンが作詞作曲し、録音した楽曲。
この曲はツアー中の生活についてのもので、映画『忍冬の花のように』のエグゼクティブ・プロデューサーがネルソンの、映画のサウンドトラックのためにこの曲を書くように依頼したことから生まれた。「オン・ザ・ロード・アゲイン」は1980年11月にネルソンにとって通算9曲目のカントリー・アンド・ウェスタンでのNo.1ヒットとなり（ソロアーティストとしては6曲目）、ネルソンの最も知られた曲の1つとなった。さらに、この曲はBillboard Hot 100で20位を達成し、アダルト・コンテンポラリー・チャートで7位となった。これは当時のネルソンにとって最大のポップヒットであり、翌年にはグラミー賞カントリー楽曲賞を受賞した。

## 背景と曲作り
1980年にネルソンは、全国的な名声を獲得できなかった老齢のミュージシャンと、彼のバンドのメンバーで、アメリカ各地で演奏しながら旅を続けている彼の家族を描いたジェリー・シャッツバーグ監督の映画『忍冬の花のように』で初めて主演した。契約を結んだ直後、飛行機での移動中にネルソンはシャッツバーグと映画のエグゼクティブ・プロデューサーに声をかけられ、映画のテーマソングとして使うために旅暮らしの歌を書くように依頼された。ネルソンは急いでエチケット袋に曲を書き留めた。この曲には「トレインビート」が取り入れられている。

## リリースと評価
この曲は、ビルボードのトップ・カントリー・アルバムで1位になったネルソンの1980年のアルバム Honeysuckle Rose と同時にリリースされ、Billboard Hot 100にランクインした。ネルソンはグラミー賞カントリー楽曲賞を受賞し、第53回アカデミー賞の歌曲賞にノミネートされた。2004年、ローリングストーン誌はこの曲をオールタイム・グレイテスト・ソング500の471位にランク付けした。2011年に「オン・ザ・ロード・アゲイン」はグラミー殿堂入りした。

## レガシー
- コナン・オブライエンはこの曲を2010年の Legally Prohibited from Being Funny on Television Tour（テレビで笑いを撮ることは法的に禁止されてるツアー）で「My Own Show Again」として、2010年前半にザ・トゥナイト・ショーを降板した後、テレビ番組の司会に戻るのが待ちきれなかった様子を反映するように歌詞を変更して演奏した[12]。
- 2016年にリリースされたプロモーション・シングル  "Forever Country" では、この曲が「オールウェイズ・ラヴ・ユー」および「故郷へかえりたい」とともにメドレーとして取り上げられた[13]。
- ファースト・エイド・キットは2020年に「オン・ザ・ロード・アゲイン」のカバーをシングルとしてリリースした。この曲の売り上げはCOVID-19パンデミックの影響でツアーがなくなり、仕事を失ったツアークルーを支援するために Crew Nation に寄付された[14]。

## チャート
| チャート（1980年）                            | 最高順位 |
| --------------------------------------------- | -------- |
| オーストラリア ケント・ミュージック・リポート | 64       |
| カナダ RPM カントリーがｋｋｙ区               | 2        |
| カナダ RPM アダルト・コンテンポラリー楽曲     | 3        |
| US Billboard Hot 100                          | 20       |
| US Hot Country Songs (Billboard)              | 1        |
| US Adult Contemporary (Billboard)             | 7        |
| US Cashbox Top 100                            | 22       |

### 参考資料
- Whitburn, Joel, Top Country Songs: 1944–2005, 2006.
- Whitburn, Joel, Top Pop Singles: 1955–2006, 2007.
- Berry, Mick; Gianni, Jason (2004). The Drummer's Bible. Tucson, Arizona: See Sharp Press. ISBN 1-884365-32-9
- Cartwright, Gary (2000). Turn Out the Lights: Chronicles of Texas in the 80's and 90's. University of Texas Press. ISBN 9780292711990
- Corcoran, Michael Joseph (2005). All Over The Map: True Heroes Of Texas Music. University of Texas Press. ISBN 9780292782495
- Deming, Mark (2012年). “Honeysuckle Rose (1980)”. Allmovie.   Rovi Corporation, Inc.. 2013年3月26日閲覧。
- Hilburn, Robert (1986). “The Landmark Career of the Red-Headed Stranger”. Billboard 98 (41). ISSN 0006-2510.
- Jurek, Thom (2012年). “Honeysuckle Rose”. Allmusic.   Rovi Corporation. 2013年3月26日閲覧。
- Rolling Stone staff (2004). “On the Road Again”. Rolling Stone.  オリジナルのApril 1, 2008時点におけるアーカイブ。 2013年3月26日閲覧。.
- Rolling Stone staff (2) (2004). “The RS 500 Greatest Songs of All Time”. Rolling Stone.  オリジナルのJanuary 10, 2007時点におけるアーカイブ。 2013年3月26日閲覧。.
- Thomas, Willie (1995). Jazz Anyone.....? MAKING Music A Simple Language systems for Jazz. 3. Alfred Music Publishing. ISBN 9780769230160